# Lista rodzin ryb
Rodziny ryb – wykaz obejmuje rodziny kręgowców wodnych oddychających skrzelami, tradycyjnie nazywanych rybami: 
- ryby kostnoszkieletowe (Osteichthyes)
- ryby chrzęstnoszkieletowe (Chondrichthyes)
- śluzice (Myxini)
- minogi (Petromyzontiformes)

Symbolem † oznaczono taksony wymarłe.
| Nazwa systematyczna                                    | Nazwa zwyczajowa                                     | Rząd                                    |
| ------------------------------------------------------ | ---------------------------------------------------- | --------------------------------------- |
| Abyssocottidae                                         |                                                      | skorpenokształtne                       |
| Acanthuridae                                           | pokolcowate, cyrulikowate                            | okoniokształtne                         |
| Acestrorhynchidae                                      |                                                      | kąsaczokształtne                        |
| Acheilognathidae                                       |                                                      | karpiokształtne                         |
| Achiridae                                              |                                                      | flądrokształtne                         |
| Achiropsettidae                                        |                                                      | flądrokształtne                         |
| Acipenseridae                                          | jesiotrowate                                         | jesiotrokształtne                       |
| Acropomatidae                                          |                                                      | Acropomatiformes                        |
| Adrianichthyidae                                       | kaczorkowate                                         | belonokształtne                         |
| Aetobatidae                                            |                                                      | orleniokształtne                        |
| Agonidae                                               | lisicowate                                           | skorpenokształtne                       |
| Ailiidae                                               |                                                      | sumokształtne                           |
| Akysidae                                               |                                                      | sumokształtne                           |
| Albulidae                                              | albulowate                                           | albulokształtne                         |
| Alepisauridae                                          | żaglonowate                                          | skrzelokształtne                        |
| Alepocephalidae                                        |                                                      | Alepocephaliformes                      |
| Alestiidae (Alestidae)                                 | alestesowate                                         | kąsaczokształtne                        |
| Alopiidae                                              | kosogonowate                                         | lamnokształtne                          |
| Amarsipidae                                            |                                                      | okoniokształtne                         |
| Ambassidae (Chandidae)                                 | przeźroczkowate , przezroczkowate                    | okoniokształtne                         |
| Amblycipitidae                                         |                                                      | sumokształtne                           |
| Amblyopsidae                                           |                                                      | okonkokształtne                         |
| Amiidae                                                | amiowate, miękławkowate                              | amiokształtne                           |
| Ammodytidae                                            | dobijakowate                                         | okoniokształtne                         |
| Amphiliidae                                            |                                                      | sumokształtne                           |
| Anabantidae                                            | łaźcowate                                            | okoniokształtne                         |
| Anablepidae                                            | arguskowate, czworookowate                           | karpieńcokształtne                      |
| Anacanthobatidae                                       |                                                      | rajokształtne                           |
| Anarhichadidae                                         | zębaczowate                                          | okoniokształtne                         |
| Anchariidae                                            |                                                      | sumokształtne                           |
| Andinichthyidae †                                      |                                                      | sumokształtne                           |
| Anguillidae                                            | węgorzowate                                          | węgorzokształtne                        |
| Anomalopidae                                           |                                                      | beryksokształtne                        |
| Anoplogastridae                                        |                                                      | beryksokształtne                        |
| Anoplopomatidae                                        | karbonelowate, anoplopomowate                        | skorpenokształtne                       |
| Anostomidae                                            | ukośnikowate                                         | kąsaczokształtne                        |
| Anotopteridae                                          | →Paralepididae                                       | skrzelokształtne                        |
| Antennariidae                                          | antenicowate, antenariusowate                        | żabnicokształtne                        |
| Aphaniidae                                             |                                                      | karpieńcokształtne                      |
| Aphredoderidae                                         |                                                      | okonkokształtne                         |
| Aphyonidae                                             |                                                      | wyślizgokształtne                       |
| Apistidae                                              | →Scorpaenidae                                        | skorpenokształtne                       |
| Aploactinidae                                          |                                                      | skorpenokształtne                       |
| Aplocheilidae                                          | szczupieńczykowate                                   | karpieńcokształtne                      |
| Aplodactylidae                                         |                                                      | okoniokształtne                         |
| Apogonidae                                             | apogonowate, kardynałkowate                          | okoniokształtne                         |
| Apteronotidae                                          |                                                      | strętwokształtne                        |
| Aracanidae (Aracaninae )                               |                                                      | rozdymkokształtne                       |
| Arapaimidae                                            |                                                      | kostnojęzykokształtne                   |
| Arganodontidae†                                        |                                                      | rogozębokształtne                       |
| Argentinidae                                           | srebrzykowate, argentynowate                         | srebrzykokształtne                      |
| Arhynchobatidae                                        |                                                      | rajokształtne                           |
| Ariidae                                                | ariusowate                                           | sumokształtne                           |
| Ariommatidae                                           |                                                      | okoniokształtne                         |
| Arripidae                                              | aripisowate                                          | okoniokształtne                         |
| Artedidraconidae                                       | →Harpagiferidae                                      | okoniokształtne                         |
| Asiatoceratodontidae†                                  |                                                      | rogozębokształtne                       |
| Aspredinidae                                           |                                                      | sumokształtne                           |
| Astroblepidae                                          |                                                      | sumokształtne                           |
| Ateleopodidae                                          |                                                      | Ateleopodiformes                        |
| Atherinidae                                            | aterynowate                                          | aterynokształtne                        |
| Atherinopsidae                                         |                                                      | aterynokształtne                        |
| Atherionidae                                           |                                                      | aterynokształtne                        |
| Auchenipteridae                                        |                                                      | sumokształtne                           |
| Auchenoglanididae (Auchenoglanidinae)                  |                                                      | sumokształtne                           |
| Aulopidae                                              | skrzelowate                                          | skrzelokształtne                        |
| Aulorhynchidae                                         |                                                      | ciernikokształtne                       |
| Aulostomidae                                           | rurecznicowate                                       | igliczniokształtne                      |
| Austroglanididae                                       |                                                      | sumokształtne                           |
| Badidae                                                | badisowate                                           | okoniokształtne                         |
| Bagridae                                               | bagrowate, kosatkowate                               | sumokształtne                           |
| Balistidae                                             | rogatnicowate                                        | rozdymkokształtne                       |
| Balitoridae                                            | przylgowate                                          | karpiokształtne                         |
| Banjosidae                                             |                                                      | Acropomatiformes                        |
| Barbourisiidae                                         | aksamitkowate                                        | beryksokształtne                        |
| Barbuccidae                                            |                                                      | karpiokształtne                         |
| Bathyclupeidae                                         |                                                      | Acropomatiformes                        |
| Bathydraconidae                                        |                                                      | okoniokształtne                         |
| Bathygadidae                                           |                                                      | dorszokształtne                         |
| Bathylaconidae                                         |                                                      | Alepocephaliformes                      |
| Bathylagidae                                           | głębikowate                                          | srebrzykokształtne                      |
| Bathylutichthyidae                                     |                                                      | skorpenokształtne                       |
| Bathymasteridae                                        |                                                      | okoniokształtne                         |
| Bathysauridae                                          |                                                      | skrzelokształtne                        |
| Bathysauroididae                                       |                                                      | skrzelokształtne                        |
| Bathysauropsidae                                       |                                                      | skrzelokształtne                        |
| Batrachoididae                                         | batrachowate, batrachowcowate                        | batrachokształtne                       |
| Bedotiidae                                             |                                                      | aterynokształtne                        |
| Belonidae                                              | belonowate                                           | belonokształtne                         |
| Belontiidae (=Belontiinae)                             | beloncjowate                                         | okoniokształtne                         |
| Bembridae                                              |                                                      | skorpenokształtne                       |
| Bembropidae                                            |                                                      | okoniokształtne                         |
| Berycidae                                              | beryksowate                                          | beryksokształtne                        |
| Blenniidae                                             | ślizgowate                                           | okoniokształtne                         |
| Bothidae                                               | skarpiowate, turbotowate                             | flądrokształtne                         |
| Botiidae                                               |                                                      | karpiokształtne                         |
| Bovichtidae                                            | kłujkowate                                           | okoniokształtne                         |
| Brachaeluridae                                         |                                                      | dywanokształtne                         |
| Brachionichthyidae                                     |                                                      | żabnicokształtne                        |
| Bramidae                                               | bramowate                                            | okoniokształtne                         |
| Bregmacerotidae                                        |                                                      | dorszokształtne                         |
| Bryconidae                                             |                                                      | kąsaczokształtne                        |
| Butidae                                                |                                                      | Gobiiformes                             |
| Bythitidae                                             |                                                      | wyślizgokształtne                       |
| Caesionidae                                            | cesjowate                                            | okoniokształtne                         |
| Callanthiidae                                          |                                                      | okoniokształtne                         |
| Callichthyidae                                         | kiryskowate                                          | sumokształtne                           |
| Callionymidae                                          | lirowate                                             | okoniokształtne                         |
| Callorhinchidae                                        | hakonosowate                                         | chimerokształtne                        |
| Caproidae                                              | kaproszowate                                         | okoniokształtne                         |
| Carangidae                                             | ostrobokowate                                        | okoniokształtne                         |
| Carapidae                                              | karapowate                                           | wyślizgokształtne                       |
| Carcharhinidae                                         | żarłaczowate                                         | żarłaczokształtne                       |
| Caristiidae                                            |                                                      | okoniokształtne                         |
| Catostomidae                                           | czukuczanowate                                       | karpiokształtne                         |
| Caulophrynidae                                         |                                                      | żabnicokształtne                        |
| Cebidichthyidae                                        |                                                      | okoniokształtne                         |
| Centracanthidae                                        | śródkolcowate                                        | okoniokształtne                         |
| Centrarchidae                                          | bassowate                                            | okoniokształtne                         |
| Centriscidae                                           | brzytewkowate, brzytewnikowate                       | igliczniokształtne                      |
| Centrogenyidae                                         |                                                      | okoniokształtne                         |
| Centrolophidae                                         | pompilowate                                          | okoniokształtne                         |
| Centrophoridae                                         |                                                      | koleniokształtne                        |
| Centrophrynidae                                        |                                                      | żabnicokształtne                        |
| Centropomidae                                          | żuchwikowate                                         | okoniokształtne                         |
| Cepolidae                                              | wstęgówkowate                                        | okoniokształtne                         |
| Ceratiidae                                             | matronicowate                                        | żabnicokształtne                        |
| Ceratodontidae†                                        |                                                      | rogozębokształtne                       |
| Cetomimidae                                            | wielorybinkowate                                     | beryksokształtne                        |
| Cetopsidae                                             |                                                      | sumokształtne                           |
| Cetorhinidae                                           | długoszparowate                                      | lamnokształtne                          |
| Chacidae                                               |                                                      | sumokształtne                           |
| Chaenopsidae                                           |                                                      | okoniokształtne                         |
| Chaetodontidae                                         | chetonikowate, szczeciozębowate, ustnikowate         | okoniokształtne                         |
| Chalceidae                                             |                                                      | kąsaczokształtne                        |
| Champsodontidae                                        |                                                      | Acropomatiformes                        |
| Chanidae                                               | chanosowate                                          | piaskolcokształtne                      |
| Channichthyidae                                        | bielankowate                                         | okoniokształtne                         |
| Channidae                                              | żmijogłowowate, żmijogłowcowate                      | okoniokształtne                         |
| Characidae                                             | kąsaczowate                                          | kąsaczokształtne                        |
| Chaudhuriidae                                          |                                                      | szczelinokształtne                      |
| Chaunacidae                                            | chonaksowate                                         | żabnicokształtne                        |
| Cheilodactylidae                                       | kastanietowate                                       | okoniokształtne                         |
| Cheimarrichthyidae                                     |                                                      | okoniokształtne                         |
| Chiasmodontidae                                        | paszczękowate , pożeraczowate                        | okoniokształtne                         |
| Chilodontidae                                          |                                                      | kąsaczokształtne                        |
| Chimaeridae                                            | chimerowate, przerazowate                            | chimerokształtne                        |
| Chirocentridae                                         | dorabowate                                           | śledziokształtne                        |
| Chironemidae                                           |                                                      | okoniokształtne                         |
| Chlamydoselachidae                                     | płaszczakowate                                       | sześcioszparokształtne                  |
| Chlopsidae                                             |                                                      | węgorzokształtne                        |
| Chlorophthalmidae                                      | zielonookowate                                       | skrzelokształtne                        |
| Cichlidae                                              | pielęgnicowate                                       | Cichliformes                            |
| Cirrhitidae                                            | żagiewkowate                                         | okoniokształtne                         |
| Citharidae                                             |                                                      | flądrokształtne                         |
| Citharinidae                                           | abisynowate, prostnikowate                           | kąsaczokształtne                        |
| Clariidae                                              | długowąsowate                                        | sumokształtne                           |
| Claroteidae                                            |                                                      | sumokształtne                           |
| Clinidae                                               | klinkowate                                           | okoniokształtne                         |
| Clupeidae                                              | śledziowate                                          | śledziokształtne                        |
| Cobitidae                                              | piskorzowate, kózkowate, kozowate                    | karpiokształtne                         |
| Colocongridae                                          |                                                      | węgorzokształtne                        |
| Comephoridae                                           | gołomiankowate                                       | skorpenokształtne                       |
| Congiopodidae                                          | jeżynkowate                                          | skorpenokształtne                       |
| Congridae                                              | kongerowate, kongrowate                              | węgorzokształtne                        |
| Coryphaenidae                                          | koryfenowate                                         | okoniokształtne                         |
| Cottidae                                               | głowaczowate                                         | skorpenokształtne                       |
| Cottocomephoridae                                      | →Cottidae                                            | skorpenokształtne                       |
| Cranoglanididae                                        |                                                      | sumokształtne                           |
| Creediidae                                             |                                                      | Acropomatiformes                        |
| Crenuchidae                                            |                                                      | kąsaczokształtne                        |
| Cryptacanthodidae                                      |                                                      | okoniokształtne                         |
| Ctenoluciidae                                          | szczupieńcowate                                      | kąsaczokształtne                        |
| Curimatidae                                            | diamentnikowate , brzankąsaczowate                   | kąsaczokształtne                        |
| †Cyclobatidae                                          |                                                      | rajokształtne                           |
| Cyclopteridae                                          | taszowate                                            | skorpenokształtne                       |
| Cyematidae                                             |                                                      | gardzielcokształtne                     |
| Cynodontidae                                           |                                                      | kąsaczokształtne                        |
| Cynoglossidae                                          | ciosankowate, języczkowate                           | flądrokształtne                         |
| Cyprinidae                                             | karpiowate                                           | karpiokształtne                         |
| Cyprinodontidae                                        | karpieńcowate                                        | karpieńcokształtne                      |
| Cyttidae                                               |                                                      | piotroszokształtne                      |
| Dactylopteridae                                        | strwolotkowate                                       | skorpenokształtne                       |
| Dactyloscopidae                                        |                                                      | okoniokształtne                         |
| Dalatiidae                                             | scymnowate                                           | koleniokształtne                        |
| Dasyatidae                                             | ogończowate                                          | orleniokształtne                        |
| Danionidae                                             |                                                      | karpiokształtne                         |
| Datnioididae                                           |                                                      | okoniokształtne                         |
| Dentatherinidae                                        | →Phallostethidae                                     | aterynokształtne                        |
| Denticipitidae                                         | kolcobródkowate                                      | śledziokształtne                        |
| Derichthyidae                                          |                                                      | węgorzokształtne                        |
| Diceratiidae                                           |                                                      | żabnicokształtne                        |
| Dichistiidae                                           | galjonowate                                          | okoniokształtne                         |
| Dinematichthyidae                                      |                                                      | wyślizgokształtne                       |
| Dinolestidae                                           |                                                      | Acropomatiformes                        |
| Dinopercidae                                           |                                                      | okoniokształtne                         |
| Diodontidae                                            | najeżkowate, rybojeżowate                            | rozdymkokształtne                       |
| Diplomystidae                                          |                                                      | sumokształtne                           |
| Diretmidae                                             |                                                      | beryksokształtne                        |
| Distichodontidae                                       |                                                      | kąsaczokształtne                        |
| Doradidae                                              | kirysowate                                           | sumokształtne                           |
| Draconettidae                                          | drakonetowate                                        | okoniokształtne                         |
| Drepaneidae                                            |                                                      | okoniokształtne                         |
| Dussumieriidae (Dussumieriinae )                       |                                                      | śledziokształtne                        |
| Echeneidae                                             | podnawkowate                                         | okoniokształtne                         |
| Echinorhinidae                                         |                                                      | koleniokształtne lub Echinorhiniformes  |
| Elassomatidae                                          |                                                      | okoniokształtne                         |
| Eleginopsidae (Eleginopidae )                          |                                                      | okoniokształtne                         |
| Eleotridae                                             | eleotrowate, śpioszkowate                            | okoniokształtne                         |
| Ellopostomatidae                                       |                                                      | karpiokształtne                         |
| Elopidae                                               | elopsowate, oszczerowate                             | elopsokształtne                         |
| Embiotocidae                                           | szumieniowate                                        | okoniokształtne                         |
| Emmelichthyidae                                        | kraśniakowate                                        | okoniokształtne                         |
| Engraulidae                                            | sardelowate                                          | śledziokształtne                        |
| Enoplosidae                                            |                                                      | okoniokształtne                         |
| Ephippidae                                             | szpadelkowate                                        | okoniokształtne                         |
| Epigonidae                                             |                                                      | Acropomatiformes                        |
| Erethistidae                                           |                                                      | sumokształtne                           |
| Ereuniidae                                             |                                                      | skorpenokształtne                       |
| Erythrinidae                                           |                                                      | kąsaczokształtne                        |
| Eschmeyeridae                                          |                                                      | skorpenokształtne                       |
| Esocidae                                               | szczupakowate                                        | szczupakokształtne                      |
| Etmopteridae                                           |                                                      | koleniokształtne                        |
| Euclichthyidae                                         |                                                      | dorszokształtne                         |
| Eulophiidae                                            |                                                      | okoniokształtne                         |
| Eurypharyngidae                                        | połykaczowate                                        | gardzielcokształtne                     |
| Evermannellidae                                        |                                                      | skrzelokształtne                        |
| Exocoetidae                                            | ptaszorowate                                         | belonokształtne                         |
| Fistulariidae                                          | fistulkowate, piszczałkowate                         | igliczniokształtne                      |
| Fluviphylacidae                                        |                                                      | karpieńcokształtne                      |
| Fundulidae                                             |                                                      | karpieńcokształtne                      |
| Gadidae                                                | dorszowate, wątłuszowate                             | dorszokształtne                         |
| Gaidropsaridae                                         |                                                      | dorszokształtne                         |
| Galaxiidae                                             | galaksowate                                          | Galaxiiformes                           |
| Gasteropelecidae                                       | pstrążeniowate , pstrążenicowate                     | kąsaczokształtne                        |
| Gasterosteidae                                         | ciernikowate                                         | ciernikokształtne                       |
| Gastromyzontidae                                       |                                                      | karpiokształtne                         |
| Gempylidae                                             | gempylowate                                          | okoniokształtne                         |
| Geotriidae                                             |                                                      | minogokształtne                         |
| Gerreidae                                              | geresowate                                           | okoniokształtne                         |
| Gibberichthyidae                                       |                                                      | beryksokształtne                        |
| Gigantactinidae                                        |                                                      | żabnicokształtne                        |
| Giganturidae                                           |                                                      | skrzelokształtne                        |
| Ginglymostomatidae                                     |                                                      | dywanokształtne                         |
| Glaucosomatidae                                        |                                                      | Acropomatiformes                        |
| Glaucostegidae                                         |                                                      | Rhinopristiformes                       |
| Gnathanacanthidae                                      |                                                      | skorpenokształtne                       |
| Gobiesocidae                                           | grotnikowate                                         | okoniokształtne                         |
| Gobiidae                                               | babkowate                                            | okoniokształtne                         |
| Gobionidae                                             |                                                      | karpiokształtne                         |
| Gonorynchidae                                          | piaskolcowate                                        | piaskolcokształtne                      |
| Gonostomatidae                                         | gonostowate                                          | wężorokształtne                         |
| Goodeidae                                              | żyworódkowate                                        | karpieńcokształtne                      |
| Grammatidae                                            |                                                      | okoniokształtne                         |
| Grammicolepididae                                      |                                                      | piotroszokształtne                      |
| Gurgesiellidae                                         |                                                      | rajokształtne                           |
| Gymnarchidae                                           |                                                      | kostnojęzykokształtne                   |
| Gymnotidae                                             | drętwikowate                                         | strętwokształtne                        |
| Gymnuridae                                             |                                                      | orleniokształtne                        |
| Gyrinocheilidae                                        | okrągłoprzyssawkowate                                | karpiokształtne                         |
| Haemulidae                                             | luszczowate                                          | okoniokształtne                         |
| Halosauridae                                           |                                                      | łuskaczokształtne                       |
| Hapalogenyidae                                         |                                                      | okoniokształtne                         |
| Harpagiferidae                                         | rogownikowate                                        | okoniokształtne                         |
| Helostomatidae                                         | całuskowate                                          | okoniokształtne                         |
| Hemerocoetidae                                         |                                                      | Acropomatiformes                        |
| Hemigaleidae                                           |                                                      | żarłaczokształtne                       |
| Hemiodontidae                                          | tuńczakowate                                         | kąsaczokształtne                        |
| Hemiramphidae                                          | półdziobcowate, różnoszczękowate, różnoszczękowe     | belonokształtne                         |
| Hemiscylliidae                                         |                                                      | dywanokształtne                         |
| Hemitripteridae                                        |                                                      | skorpenokształtne                       |
| Hepsetidae                                             |                                                      | kąsaczokształtne                        |
| Heptapteridae                                          |                                                      | sumokształtne                           |
| Heptranchiidae                                         | siedmioszparowate                                    | sześcioszparokształtne                  |
| Heterenchelyidae                                       |                                                      | węgorzokształtne                        |
| Heterodontidae                                         | rogatkowate                                          | rogatkokształtne                        |
| Heteropneustidae                                       |                                                      | sumokształtne                           |
| Hexagrammidae                                          | terpugowate                                          | skorpenokształtne                       |
| Hexanchidae                                            | sześcioszparowate                                    | sześcioszparokształtne                  |
| Hexatrygonidae                                         |                                                      | orleniokształtne                        |
| Himantolophidae                                        | maszkarowate                                         | żabnicokształtne                        |
| Hiodontidae                                            |                                                      | Hiodontiformes                          |
| Hispidoberycidae                                       |                                                      | beryksokształtne                        |
| Holocentridae                                          | hajdukowate                                          | beryksokształtne                        |
| Hoplichthyidae                                         |                                                      | skorpenokształtne                       |
| Horabagridae                                           |                                                      | sumokształtne                           |
| Howellidae                                             |                                                      | Acropomatiformes                        |
| Hypnidae                                               |                                                      | drętwokształtne                         |
| Hypopomidae                                            |                                                      | strętwokształtne                        |
| Hypoptychidae                                          |                                                      | ciernikokształtne                       |
| Hypsidoridae†                                          |                                                      | sumokształtne                           |
| Icosteidae                                             |                                                      | okoniokształtne                         |
| Ictaluridae                                            | sumikowate                                           | sumokształtne                           |
| Iguanodectidae (Iguanodectinae )                       |                                                      | kąsaczokształtne                        |
| Indostomidae                                           |                                                      | ciernikokształtne                       |
| Ipnopidae                                              |                                                      | skrzelokształtne                        |
| Isonidae                                               |                                                      | aterynokształtne                        |
| Istiophoridae                                          | żaglicowate                                          | okoniokształtne                         |
| Jordaniidae                                            |                                                      | skorpenokształtne                       |
| Kneriidae                                              |                                                      | piaskolcokształtne                      |
| Kraemeriidae                                           |                                                      | okoniokształtne                         |
| Kryptoglanidae                                         |                                                      | sumokształtne                           |
| Kuhliidae                                              | kuliowate                                            | okoniokształtne                         |
| Kurtidae                                               |                                                      | okoniokształtne                         |
| Kyphosidae                                             | skubaczowate                                         | okoniokształtne                         |
| Labridae                                               | wargaczowate                                         | okoniokształtne                         |
| Labrisomidae                                           |                                                      | okoniokształtne                         |
| Lacantuniidae                                          |                                                      | sumokształtne                           |
| Lactariidae                                            | mlecznikowate                                        | okoniokształtne                         |
| Lamnidae                                               | lamnowate                                            | lamnokształtne                          |
| Lampridae                                              | strojnikowate                                        | strojnikokształtne                      |
| Lateolabracidae                                        |                                                      | Acropomatiformes                        |
| Latidae                                                |                                                      | okoniokształtne                         |
| Latimeriidae                                           |                                                      | celakantokształtne                      |
| Latridae                                               |                                                      | okoniokształtne                         |
| Lebiasinidae                                           | smukleniowate                                        | kąsaczokształtne                        |
| Leiognathidae                                          | mydliczkowate                                        | okoniokształtne                         |
| Lepidogalaxiidae                                       |                                                      | Lepidogalaxiiformes                     |
| Lepidosirenidae                                        | płazakowate, prapłaźcowate                           | rogozębokształtne                       |
| Lepisosteidae                                          | niszczukowate                                        | niszczukokształtne                      |
| Leptobarbidae                                          |                                                      | karpiokształtne                         |
| Leptobramidae                                          |                                                      | okoniokształtne                         |
| Leptochariidae                                         |                                                      | żarłaczokształtne                       |
| Leptochilichthyidae                                    |                                                      | srebrzykokształtne                      |
| Leptoscopidae                                          |                                                      | Acropomatiformes                        |
| Lestidiidae                                            |                                                      | skrzelokształtne                        |
| Lethrinidae                                            | letrowate                                            | okoniokształtne                         |
| Leuciscidae                                            |                                                      | karpiokształtne                         |
| Linophrynidae                                          |                                                      | żabnicokształtne                        |
| Liparidae                                              | dennikowate                                          | skorpenokształtne                       |
| Lobotidae                                              | trójchwościkowate                                    | okoniokształtne                         |
| Lophichthyidae                                         | →Antennariidae                                       | żabnicokształtne                        |
| Lophiidae                                              | żabnicowate                                          | żabnicokształtne                        |
| Lophotidae                                             |                                                      | strojnikokształtne                      |
| Loricariidae                                           | zbrojnikowate                                        | sumokształtne                           |
| Lotidae (Lotinae )                                     |                                                      | dorszokształtne                         |
| Lumpenidae                                             |                                                      | okoniokształtne                         |
| Lutjanidae                                             | lucjanowate                                          | okoniokształtne                         |
| Luvaridae                                              | dianowate                                            | okoniokształtne                         |
| Macroramphosidae (Macroramphosinae) (Macroramphosinae) | bekaśnikowate                                        | igliczniokształtne                      |
| Macrouridae                                            | buławikowate                                         | dorszokształtne                         |
| Macruronidae                                           |                                                      | dorszokształtne                         |
| Malacanthidae                                          | malkanikowate                                        | okoniokształtne                         |
| Malakichthyidae                                        |                                                      | Acropomatiformes                        |
| Malapteruridae                                         |                                                      | sumokształtne                           |
| Mastacembelidae                                        | długonosowate                                        | szczelinokształtne                      |
| Megachasmidae                                          |                                                      | lamnokształtne                          |
| Megalopidae                                            | tarponowate                                          | elopsokształtne                         |
| Melamphaidae                                           |                                                      | beryksokształtne                        |
| Melanocetidae                                          |                                                      | żabnicokształtne                        |
| Melanonidae                                            |                                                      | dorszokształtne                         |
| Melanotaeniidae                                        | tęczankowate                                         | aterynokształtne                        |
| Menidae                                                | monetowate, monetkowate                              | okoniokształtne                         |
| Merlucciidae                                           | morszczukowate                                       | dorszokształtne                         |
| Microdesmidae                                          |                                                      | okoniokształtne                         |
| Microstomatidae                                        |                                                      | srebrzykokształtne                      |
| Milyeringidae                                          |                                                      | Gobiiformes                             |
| Mitsukurinidae                                         |                                                      | lamnokształtne                          |
| Mobulidae                                              |                                                      | orleniokształtne                        |
| Mochokidae                                             | pierzastowąsowate                                    | sumokształtne                           |
| Molidae                                                | samogłowowate                                        | rozdymkokształtne                       |
| Monacanthidae                                          | jednorożkowate, jednokolcowate                       | rozdymkokształtne                       |
| Monocentridae                                          | szysznikowate                                        | beryksokształtne                        |
| Monodactylidae                                         | monodaktylowate, srebrzycowate                       | okoniokształtne                         |
| Monognathidae                                          |                                                      | gardzielcokształtne                     |
| Mordaciidae                                            |                                                      | minogokształtne                         |
| Moridae                                                | morowate                                             | dorszokształtne                         |
| Moringuidae                                            | szpagietkowate                                       | węgorzokształtne                        |
| Mormyridae                                             | mrukowate                                            | kostnojęzykokształtne                   |
| Moronidae                                              | moronowate                                           | okoniokształtne                         |
| Mugilidae                                              | mugilowate, cefalowate                               | mugilokształtne                         |
| Mullidae                                               | barwenowate                                          | okoniokształtne                         |
| Muraenesocidae                                         | murenoszczukowate                                    | węgorzokształtne                        |
| Muraenidae                                             | murenowate                                           | węgorzokształtne                        |
| Muraenolepididae                                       |                                                      | dorszokształtne                         |
| Myctophidae                                            | świetlikowate                                        | świetlikokształtne                      |
| Myliobatidae                                           | orleniowate                                          | orleniokształtne                        |
| Myrocongridae                                          |                                                      | węgorzokształtne                        |
| Myxinidae                                              | śluzicowate                                          | śluzicokształtne                        |
| Nandidae                                               | wielocierniowate , liścieniowate                     | okoniokształtne                         |
| Narcinidae                                             |                                                      | drętwokształtne                         |
| Narkidae                                               |                                                      | drętwokształtne                         |
| Nemacheilidae                                          |                                                      | karpiokształtne                         |
| Nematistiidae                                          |                                                      | okoniokształtne                         |
| Nematogenyidae (Nematogenyiidae)                       |                                                      | sumokształtne                           |
| Nemichthyidae                                          | nitkodziobcowate , nitodziobkowate, nitkodziobkowate | węgorzokształtne                        |
| Nemipteridae                                           | nitecznikowate                                       | okoniokształtne                         |
| Neoceratiidae                                          |                                                      | żabnicokształtne                        |
| Neoceratodontidae                                      | rogozębowate                                         | rogozębokształtne                       |
| Neocyematidae                                          |                                                      | gardzielcokształtne                     |
| Neoscopelidae                                          |                                                      | świetlikokształtne                      |
| Neosebastidae                                          | →Scorpaenidae                                        | skorpenokształtne                       |
| Neozoarcidae                                           |                                                      | okoniokształtne                         |
| Nettastomatidae                                        |                                                      | węgorzokształtne                        |
| Niphonidae                                             |                                                      | okoniokształtne                         |
| Nomeidae                                               | pasterzykowate                                       | okoniokształtne                         |
| Normanichthyidae                                       |                                                      | skorpenokształtne                       |
| Notacanthidae                                          | łuskaczowate                                         | łuskaczokształtne                       |
| Nothobranchiidae                                       |                                                      | karpieńcokształtne                      |
| Notocheiridae                                          |                                                      | aterynokształtne                        |
| Notopteridae                                           | brzeszczotkowate, brzeszczotowate                    | kostnojęzykokształtne                   |
| Notorynchidae                                          |                                                      | sześcioszparokształtne                  |
| Notosudidae                                            |                                                      | skrzelokształtne                        |
| Nototheniidae                                          | nototeniowate                                        | okoniokształtne                         |
| Odacidae                                               |                                                      | okoniokształtne                         |
| Odontaspididae                                         | tawroszowate                                         | lamnokształtne                          |
| Odontobutidae                                          |                                                      | okoniokształtne                         |
| Ogcocephalidae                                         | ogackowate, maźnicowate                              | żabnicokształtne                        |
| Omosudidae                                             |                                                      | skrzelokształtne                        |
| Oneirodidae                                            |                                                      | żabnicokształtne                        |
| Ophichthidae                                           | żmijakowate, wężorybowate                            | węgorzokształtne                        |
| Ophidiidae                                             | wyślizgowate                                         | wyślizgokształtne                       |
| Opisthocentridae                                       |                                                      | okoniokształtne                         |
| Opisthoproctidae                                       |                                                      | srebrzykokształtne                      |
| Opistognathidae                                        | szczękaczowate, szczęknikowate                       | okoniokształtne                         |
| Oplegnathidae                                          |                                                      | okoniokształtne                         |
| Orectolobidae                                          | brodatkowate, brodatowate                            | dywanokształtne                         |
| Oreosomatidae                                          |                                                      | piotroszokształtne                      |
| Osmeridae                                              | stynkowate                                           | stynkokształtne                         |
| Osphronemidae                                          | guramiowate                                          | okoniokształtne                         |
| Osteoglossidae                                         | kostnojęzykowe, kostnojęzyczne                       | kostnojęzykokształtne                   |
| Ostraciidae                                            | kosterowate                                          | rozdymkokształtne                       |
| Ostracoberycidae                                       |                                                      | Acropomatiformes                        |
| Oxudercidae                                            |                                                      | Gobiiformes                             |
| Oxynotidae                                             | brązoszowate                                         | koleniokształtne                        |
| Paedocyprididae                                        |                                                      | karpiokształtne                         |
| Pangasiidae                                            |                                                      | sumokształtne                           |
| Pantanodontidae                                        |                                                      | karpieńcokształtne                      |
| Pantodontidae                                          | motylowcowate                                        | kostnojęzykokształtne                   |
| Parabembridae                                          | →Bembridae                                           | skorpenokształtne                       |
| Parabrotulidae                                         |                                                      | wyślizgokształtne                       |
| Paralepididae                                          | skwaranowate                                         | skrzelokształtne                        |
| Paralichthodidae (Paralichthodinae)                    |                                                      | flądrokształtne                         |
| Paralichthyidae                                        |                                                      | flądrokształtne                         |
| Parascorpididae                                        | →Kyphosidae                                          | okoniokształtne                         |
| Parascylliidae                                         |                                                      | dywanokształtne                         |
| Paraulopidae                                           |                                                      | skrzelokształtne                        |
| Parazenidae                                            |                                                      | piotroszokształtne                      |
| Parodontidae                                           |                                                      | kąsaczokształtne                        |
| Pataecidae                                             |                                                      | skorpenokształtne                       |
| Pegasidae                                              | pegazowate                                           | igliczniokształtne                      |
| Pempheridae                                            | zmiataczowate                                        | Acropomatiformes                        |
| Pentacerotidae                                         | pancerzykowate                                       | Acropomatiformes                        |
| Pentanchidae                                           |                                                      | żarłaczokształtne                       |
| Percichthyidae                                         | skalnikowate                                         | okoniokształtne                         |
| Percidae                                               | okoniowate                                           | okoniokształtne                         |
| Perciliidae                                            | →Percichthyidae                                      | okoniokształtne                         |
| Percophidae                                            |                                                      | okoniokształtne                         |
| Percopsidae                                            | okonkowate                                           | okonkokształtne                         |
| Peristediidae                                          |                                                      | skorpenokształtne                       |
| Perryenidae                                            |                                                      | skorpenokształtne                       |
| Petromyzontidae                                        | minogowate                                           | minogokształtne                         |
| Phallostethidae                                        |                                                      | aterynokształtne                        |
| Pholidae                                               | ostropłetwcowate, ostropłetwowate                    | okoniokształtne                         |
| Pholidichthyidae                                       |                                                      | Cichliformes                            |
| Phosichthyidae                                         |                                                      | wężorokształtne                         |
| Phractolaemidae                                        |                                                      | piaskolcokształtne                      |
| Phreatobiidae                                          |                                                      | sumokształtne                           |
| Phycidae (Phycinae )                                   |                                                      | dorszokształtne                         |
| Pimelodidae                                            | mandiowate                                           | sumokształtne                           |
| Pinguipedidae                                          |                                                      | okoniokształtne                         |
| Platycephalidae                                        | płaskoniowate, płaskogłowowate                       | skorpenokształtne                       |
| Platyrhinidae                                          |                                                      | drętwokształtne (lub orleniokształtne ) |
| Platytroctidae                                         |                                                      | Alepocephaliformes                      |
| Plecoglossidae                                         | →Osmeridae                                           | stynkokształtne                         |
| Plectrogeniidae                                        |                                                      | skorpenokształtne                       |
| Plesiobatidae                                          |                                                      | orleniokształtne                        |
| Plesiopidae                                            |                                                      | okoniokształtne                         |
| Pleuronectidae                                         | flądrowate                                           | flądrokształtne                         |
| Plotosidae                                             | plotosowate                                          | sumokształtne                           |
| Poeciliidae                                            | piękniczkowate , pecyliowate                         | karpieńcokształtne                      |
| Poecilopsettidae (Poecilopsettinae)                    |                                                      | flądrokształtne                         |
| Polycentridae                                          |                                                      | okoniokształtne                         |
| Polymixiidae                                           | wąsatkowate                                          | wąsatkokształtne                        |
| Polynemidae                                            | wiciakowate                                          | okoniokształtne                         |
| Polyodontidae                                          | wiosłonosowate                                       | jesiotrokształtne                       |
| Polyprionidae                                          |                                                      | Acropomatiformes                        |
| Polypteridae                                           | wielopłetwcowate                                     | wielopłetwcokształtne                   |
| Pomacanthidae                                          | pomakantowate, ustniczkowate                         | okoniokształtne                         |
| Pomacentridae                                          | garbikowate                                          | okoniokształtne                         |
| Pomatomidae                                            | lufarowate , tasergalowate                           | okoniokształtne                         |
| Potamotrygonidae                                       | płaszczki słodkowodne                                | orleniokształtne                        |
| Priacanthidae                                          | latarnikowate                                        | okoniokształtne                         |
| Pristidae                                              | piłowate                                             | Rhinopristiformes                       |
| Pristigasteridae                                       |                                                      | śledziokształtne                        |
| Pristiophoridae                                        | piłonosowate                                         | piłonosokształtne                       |
| Pristolepididae                                        |                                                      | okoniokształtne                         |
| Procatopodidae                                         |                                                      | karpieńcokształtne                      |
| Prochilodontidae                                       | stojaczkowate                                        | kąsaczokształtne                        |
| Profundulidae                                          |                                                      | karpieńcokształtne                      |
| Proscylliidae                                          |                                                      | żarłaczokształtne                       |
| Protanguillidae                                        |                                                      | węgorzokształtne                        |
| Protopteridae                                          | prapłetwcowate                                       | rogozębokształtne                       |
| Psettodidae                                            | jęzorowate                                           | flądrokształtne                         |
| Pseudaphritidae                                        | →Nototheniidae                                       | okoniokształtne                         |
| Pseudocarchariidae                                     |                                                      | lamnokształtne                          |
| Pseudochromidae                                        | diademkowate                                         | okoniokształtne                         |
| Pseudomugilidae                                        | →Melanotaeniidae                                     | aterynokształtne                        |
| Pseudopimelodidae                                      |                                                      | sumokształtne                           |
| Pseudotriakidae                                        |                                                      | żarłaczokształtne                       |
| Pseudotrichonotidae                                    |                                                      | skrzelokształtne                        |
| Psilorhynchidae                                        |                                                      | karpiokształtne                         |
| Psychrolutidae                                         |                                                      | skorpenokształtne                       |
| Ptilichthyidae                                         |                                                      | okoniokształtne                         |
| Rachycentridae                                         | rachicowate, kobiowate                               | okoniokształtne                         |
| Radiicephalidae                                        |                                                      | strojnikokształtne                      |
| Rajidae                                                | rajowate, płaszczkowate                              | rajokształtne                           |
| Ranicipitidae                                          |                                                      | dorszokształtne                         |
| Regalecidae                                            |                                                      | strojnikokształtne                      |
| Retropinnidae                                          | rakietniczkowate, rakietnicowate                     | stynkokształtne                         |
| Rhamphichthyidae                                       |                                                      | strętwokształtne                        |
| Rhamphocottidae                                        |                                                      | skorpenokształtne                       |
| Rhincodontidae                                         |                                                      | dywanokształtne                         |
| Rhinidae                                               |                                                      | Rhinopristiformes                       |
| Rhinobatidae                                           | rochowate                                            | Rhinopristiformes                       |
| Rhinochimaeridae                                       | drakonowate                                          | chimerokształtne                        |
| Rhinopteridae                                          |                                                      | orleniokształtne                        |
| Rhombosoleidae (Rhombosoleinae)                        |                                                      | flądrokształtne                         |
| Rhyacichthyidae                                        |                                                      | okoniokształtne                         |
| Ritidae                                                |                                                      | sumokształtne                           |
| Rivulidae                                              | strumieniakowate                                     | karpieńcokształtne                      |
| Rondeletiidae                                          | czerwonogębcowate                                    | beryksokształtne                        |
| Saccopharyngidae                                       | gardzielcowate                                       | gardzielcokształtne                     |
| Salangidae                                             | łapszowate , salangowate                             | stynkokształtne                         |
| Salmonidae                                             | łososiowate                                          | łososiokształtne                        |
| Samaridae                                              |                                                      | flądrokształtne                         |
| Scaridae                                               | skarusowate                                          | okoniokształtne                         |
| Scatophagidae                                          | argusowate                                           | okoniokształtne                         |
| Schilbeidae (Schilbidae)                               |                                                      | sumokształtne                           |
| Schindleriidae                                         |                                                      | okoniokształtne                         |
| Sciaenidae                                             | kulbinowate                                          | okoniokształtne                         |
| Scoloplacidae                                          |                                                      | sumokształtne                           |
| Scomberesocidae                                        | makreloszowate, wręgowcowate                         | belonokształtne                         |
| Scombridae                                             | makrelowate                                          | okoniokształtne                         |
| Scombrolabracidae                                      |                                                      | okoniokształtne                         |
| Scombropidae                                           |                                                      | Acropomatiformes                        |
| Scopelarchidae                                         |                                                      | skrzelokształtne                        |
| Scophthalmidae                                         | nagładowate                                          | flądrokształtne                         |
| Scorpaenichthyidae                                     |                                                      | skorpenokształtne                       |
| Scorpaenidae                                           | skorpenowate                                         | skorpenokształtne                       |
| Scorpididae                                            |                                                      | okoniokształtne                         |
| Scyliorhinidae                                         | rekinkowate, rekinowate                              | żarłaczokształtne                       |
| Scytalinidae                                           |                                                      | okoniokształtne                         |
| Sebastidae                                             | →Scorpaenidae                                        | skorpenokształtne                       |
| Serpenticobitidae                                      |                                                      | karpiokształtne                         |
| Serranidae                                             | strzępielowate                                       | okoniokształtne                         |
| Serrasalmidae                                          | piraniowate                                          | kąsaczokształtne                        |
| Serrivomeridae                                         |                                                      | węgorzokształtne                        |
| Setarchidae                                            | →Scorpaenidae                                        | skorpenokształtne                       |
| Siganidae                                              | syganowate                                           | okoniokształtne                         |
| Sillaginidae                                           | sylagusowate                                         | okoniokształtne                         |
| Siluridae                                              | sumowate                                             | sumokształtne                           |
| Sinipercidae                                           |                                                      | okoniokształtne                         |
| Sisoridae                                              |                                                      | sumokształtne                           |
| Soleidae                                               | solowate                                             | flądrokształtne                         |
| Solenostomidae                                         |                                                      | igliczniokształtne                      |
| Somniosidae                                            |                                                      | koleniokształtne                        |
| Sparidae                                               | prażmowate                                           | okoniokształtne                         |
| Sphyraenidae                                           | barrakudowate                                        | okoniokształtne                         |
| Sphyrnidae                                             | młotowate                                            | żarłaczokształtne                       |
| Spratelloididae                                        |                                                      | śledziokształtne                        |
| Squalidae                                              | koleniowate                                          | koleniokształtne                        |
| Squatinidae                                            | raszplowate, skwatowate, aniołowate                  | raszplokształtne                        |
| Stegostomatidae                                        |                                                      | dywanokształtne                         |
| Steindachneriidae                                      |                                                      | dorszokształtne                         |
| Stephanoberycidae                                      | stefanoberyksowate                                   | beryksokształtne                        |
| Sternoptychidae                                        | przeźreniowate, topornikowate                        | wężorokształtne                         |
| Sternopygidae                                          |                                                      | strętwokształtne                        |
| Stichaeidae                                            | stychejkowate                                        | okoniokształtne                         |
| Stomiidae                                              | wężorowate                                           | wężorokształtne                         |
| Stromateidae                                           | żuwakowate                                           | okoniokształtne                         |
| Stylephoridae                                          |                                                      | Stylephoriformes                        |
| Sudidae                                                |                                                      | skrzelokształtne                        |
| Sundadanionidae                                        |                                                      | karpiokształtne                         |
| Sundasalangidae                                        |                                                      | śledziokształtne                        |
| Symphysanodontidae                                     |                                                      | Acropomatiformes                        |
| Synagropidae                                           |                                                      | Acropomatiformes                        |
| Synanceiidae                                           | szkaradnicowate                                      | skorpenokształtne                       |
| Synaphobranchidae                                      |                                                      | węgorzokształtne                        |
| Synbranchidae                                          | szczelinowate, gardłodechowate                       | szczelinokształtne                      |
| Syngnathidae                                           | igliczniowate                                        | igliczniokształtne                      |
| Synodontidae                                           | jaszczurnikowate                                     | skrzelokształtne                        |
| Tanichthyidae                                          |                                                      | karpiokształtne                         |
| Tarumaniidae                                           |                                                      | kąsaczokształtne                        |
| Telmatherinidae                                        |                                                      | aterynokształtne                        |
| Terapontidae                                           | teraponowate                                         | okoniokształtne                         |
| Tetrabrachiidae                                        | →Antennariidae                                       | żabnicokształtne                        |
| Tetragonuridae                                         |                                                      | okoniokształtne                         |
| Tetraodontidae                                         | rozdymkowate, tetrodonowate, kolcobrzuchowate        | rozdymkokształtne                       |
| Tetrarogidae                                           | →Scorpaenidae                                        | skorpenokształtne                       |
| Thalasseleotrididae                                    |                                                      | okoniokształtne                         |
| Thaumatichthyidae                                      |                                                      | żabnicokształtne                        |
| Tincidae                                               |                                                      | karpiokształtne                         |
| Torpedinidae                                           | drętwowate                                           | drętwokształtne                         |
| Toxotidae                                              | strzelczykowate , pryskaczowate                      | okoniokształtne                         |
| Trachichthyidae                                        | gardłoszowate                                        | beryksokształtne                        |
| Trachinidae                                            | ostroszowate                                         | okoniokształtne                         |
| Trachipteridae                                         | wstęgorowate                                         | strojnikokształtne                      |
| Trachyrincidae                                         |                                                      | dorszokształtne                         |
| Triacanthidae                                          | trójrożkowate, trójkolcowate                         | rozdymkokształtne                       |
| Triacanthodidae                                        |                                                      | rozdymkokształtne                       |
| Triakidae                                              | mustelowate                                          | żarłaczokształtne                       |
| Trichiuridae                                           | pałaszowate                                          | okoniokształtne                         |
| Trichodontidae                                         | wargowłosowate                                       | okoniokształtne                         |
| Trichomycteridae                                       |                                                      | sumokształtne                           |
| Trichonotidae                                          |                                                      | okoniokształtne                         |
| Triglidae                                              | kurkowate                                            | skorpenokształtne                       |
| Triodontidae                                           | brzuchaczowate                                       | rozdymkokształtne                       |
| Triportheidae                                          |                                                      | kąsaczokształtne                        |
| Tripterygiidae                                         | trójpłetwikowate                                     | okoniokształtne                         |
| Trygonorrhinidae                                       |                                                      | Rhinopristiformes                       |
| Umbridae                                               | muławkowate                                          | szczupakokształtne                      |
| Uranoscopidae                                          | skaberowate                                          | okoniokształtne                         |
| Urolophidae                                            |                                                      | orleniokształtne                        |
| Urotrygonidae                                          |                                                      | orleniokształtne                        |
| Vaillantellidae                                        |                                                      | karpiokształtne                         |
| Valenciidae                                            | walencjowate                                         | karpieńcokształtne                      |
| Veliferidae                                            |                                                      | strojnikokształtne                      |
| Xenisthmidae                                           |                                                      | okoniokształtne                         |
| Xenocyprididae                                         |                                                      | karpiokształtne                         |
| Xiphiidae                                              | włócznikowate                                        | okoniokształtne                         |
| Zanclidae                                              | idolkowate                                           | okoniokształtne                         |
| Zanclorhynchidae                                       |                                                      | skorpenokształtne                       |
| Zaniolepididae                                         |                                                      | skorpenokształtne                       |
| Zanobatidae                                            |                                                      | orleniokształtne                        |
| Zaproridae                                             |                                                      | okoniokształtne                         |
| Zeidae                                                 | piotroszowate                                        | piotroszokształtne                      |
| Zenarchopteridae                                       |                                                      | belonokształtne                         |
| Zeniontidae                                            |                                                      | piotroszokształtne                      |
| Zoarcidae                                              | węgorzycowate                                        | okoniokształtne                         |